# Megastigmus atedius
Megastigmus atedius är en stekelart som beskrevs av Walker 1851. Megastigmus atedius ingår i släktet Megastigmus och familjen gallglanssteklar. Arten är reproducerande i Sverige. Inga underarter finns listade i Catalogue of Life.